# Barcelona (dal)
A Barcelona egy dal a brit Freddie Mercury rockénekes és a katalán szopránénekesnő, Montserrat Caballé azonos című közös duett albumáról. A szerzője Mercury és Mike Moran producer volt. Kislemezen is megjelent, a 8. helyet érte el az angol slágerlistán. 1992-ben a nyári olimpiai játékok hivatalos nyitódala volt, ez alkalomból újra felkerült a slágerlistára, és a második helyen tetőzött.
Caballé kérése volt, hogy Mercury a szülővárosáról írjon dalt. Az album dala közül majdnem ez készült el legutoljára, annak ellenére, hogy eredetileg csak egyetlen művet terveztek.
A felvételen hegedű, cselló és kürt hangja is hallható.
A dal élő bemutatója 1987. május 30-án zajlott, ám az idő hiánya miatt nem lehetett felkészülni, ezért a hang felvételről ment. Az olimpiai játékok kezdetét Mercury már nem érte meg (1991. november 24-én hunyt el), ezért ott Caballé José Carrerasszal egy másik dalt adott elő. Az 1999-es Bajnokok Ligája döntőjében (a Manchester United – Bayern München mérkőzés szünetében) ugyancsak elhangzott, Caballé előadását Mercury kivetítőről „követte”. Megjelenésekor az első helyet érte el a spanyol slágerlistán, és mindössze 3 óra alatt rekordnak számító 10 ezer példány kelt el belőle.
Russell Watson brit tenorénekes 2001-ben feldolgozta a The Voice című albumán.

## Közreműködők
- Ének: Freddie Mercury, Montserrat Caballé

Hangszerek:
- Homi Kanga: hegedű
- Laurie Lewis: hegedű
- Deborah Ann Johnston: cselló
- Barry Castle: kürt
- Frank Ricotti: dob